# Charles de Marnix
Charles Gustave Ghislain Marie de Marnix (Bornem, 23 april 1807 - Brussel, 8 maart 1862) was een Belgisch diplomaat en katholiek politicus.

## Biografie

### Familie
Charles de Marnix was een telg uit de familie de Marnix. Hij was de vierde van de zeven kinderen van Charles Ghislain de Marnix (1780-1832) en Dorothée van der Gracht (1777-1865). Zijn vader verkreeg in 1816 adelserkenning met de titel van burggraaf (voor de oudste erfgenaam) en graaf (voor allen). Charles was de derde van de vier zoons. Zijn oudste broer was Louis de Marnix, burgemeester van Bornem, provincieraadslid van Antwerpen en senator.
Hij trouwde in 1849 in Brussel met barones Adriana van Heeckeren (1812-1850), dochter van baron Willem Frederik van Heeckeren, luitenant-generaal en adjudant-generaal van prins Willem, en weduwe van ridder Florent van Ertborn, burgemeester van Antwerpen en gouverneur van Utrecht. Ze kregen een dochter, Adrienne de Marnix (1850-1931), die in 1867 in Brussel trouwde met haar neef, graaf Ferdinand de Marnix de Sainte-Aldegonde (1837-1913), diplomaat, burgemeester van Bornem en senator.

### Loopbaan
De Marnix promoveerde tot doctor in de rechten aan de Universiteit van Luik. Hij koos voor een carrière in de diplomatie. Hij was achtereenvolgens bediende bij het Comité voor Buitenlandse Zaken (1831), zaakgelastigde in Kopenhagen (1839-1841), zaakgelastigde in Madrid (1841-1847), gevolmachtigd minister (1847) en Grootmaarschalk van het Hof (1847-1858).
Hij was van 1832 tot 1836 burgemeester van Bornem. Hij was tevens ook provincieraadslid van Antwerpen voor het district Mechelen van 1836 tot 1844 en bestendig afgevaardigde van 1840 tot 1844. In 1859 werd hij verkozen tot katholiek senator voor het arrondissement Mechelen, een mandaat dat hij uitoefende tot aan zijn dood.